# Meteș
Meteș (in ungherese Metesd) è un comune della Romania di 2 934 abitanti, ubicato nel distretto di Alba, nella regione storica della Transilvania.
Il comune è formato da un insieme di 12 villaggi: Ampoița, Isca, Lunca Ampoiței, Lunca Meteșului, Meteș, Pădurea, Poiana Ampoiului, Poiana Ursului, Presaca Ampoiului, Remetea, Tăuți, Văleni.